# Calumet (bambou)
Nastus borbonicus
Pour les articles homonymes, voir Calumet.
Espèce
Classification phylogénétique
Le Calumet, parfois appelé Bambou de la Réunion, (Nastus borbonicus) est une espèce de plantes à fleurs de la famille des Poaceae. C'est le bambou endémique de l'île de La Réunion, dans l'océan Indien.
Son bois est assez résistant au feu, et il est capable de former des buissons assez denses.
On le trouve souvent en « cohabitation » avec le Tamarin des hauts, particulièrement dans l'ouest et le nord de l'île.

## Liste des variétés
Selon Tropicos (5 juin 2017) :
- variété Nastus borbonicus var. emirnensis Baker